# 長野助盛
長野 助盛（ながの すけもり）は、戦国時代の武将。秋月文種の子。豊前国京都郡馬ヶ岳城主。

## 生涯
豊前国の国人である秋月文種の子として生まれる。その後、豊前長野氏の名跡を継いだとされる。
弘治3年（1557年）に文種が自害すると、兄の秋月種実とともに再起を図り、行動を共にする。永禄8年（1565年）に大友宗麟の軍に居城小三岳城を攻撃され、降伏した。この際に子の親貫が田原氏の養子に入った。永禄11年（1568年）に今度は毛利氏の攻撃を受ける。
天正11年（1583年）に馬ヶ岳城へ入城した。同15年（1587年）の豊臣秀吉の九州征伐時には、この城が秀吉の本陣となり、助盛は兄の種実と対峙することとなった。
子の永盛は筑後国に国替えとなったのち、大坂の陣で戦死している。